# Саралжин (Бокейординський район)
Саралжи́н (каз. Саралжың) — село у складі Бокейординського району Західноказахстанської області Казахстану. Адміністративний центр Саралжинського сільського округу.
Населення — 997 осіб (2021; 1320 у 2009, 1573 у 1999, 1525 у 1989).